# PR-590
A Rodovia PR-590 é uma estrada pertencente ao governo do Paraná, que faz a ligação entre a rodovia BR-277 e a cidade de Ramilândia.

## Trechos da Rodovia
A rodovia possui uma extensão total de aproximadamente 89,2 km (dos quais 75,5 km estão apenas planejados), podendo ser dividida em 6 trechos, conforme listados a seguir:
| Ponto de referência                             | Extensão do trecho | Extensão acumulada | Situação    |
| ----------------------------------------------- | ------------------ | ------------------ | ----------- |
| Entroncamento BR-277                            | ---                | 0 km               | ---         |
| Início da Pista Dupla (Localidade de Esmeralda) | 7,0 km             | 7,0 km             | Pavimentado |
| Fim da Pista Dupla (Localidade de Esmeralda)    | 0,7 km             | 7,7 km             | Duplicado   |
| Ramilândia                                      | 6,0 km             | 13,7 km            | Pavimentado |
| Diamante D'Oeste                                | 24,3 km            | 38,0 km            | Planejado   |
| São José das Palmeiras                          | 15,2 km            | 53,2 km            | Planejado   |
| Marechal Cândido Rondon                         | 36,0 km            | 89,2 km            | Planejado   |

Extensão construída: 13,7 km (15,36%)
Extensão pavimentada: 13,7 km (15,36%)